# 1 Reyes 20
1 Reyes 17 es el decimoséptimo capítulo de los Libros de los Reyes de la Biblia hebrea o Primer Libro de los Reyes del Antiguo Testamento de la Biblia cristiana El libro es una compilación de varios anales que registran los actos de los reyes de Israel y Judá por un compilador deuteronómico en el siglo VII a. C., con un suplemento añadido en el siglo VI a. C. 1 Reyes 12:1 a 1 Reyes 16:14 documenta la consolidación de los reinos del norte de Israel y Judá: Este capítulo pertenece a la sección que comprende de 1 Reyes 16:15 a 2 Reyes 8:29 que documenta el período de los Omrides. Este capítulo se centra en el reinado del rey Ajab en el reino del norte.

## Texto
Este capítulo fue escrito originalmente en lengua hebrea y desde el siglo XVI se divide en 31 Versículos.

### Testigos textuales
Algunos de los primeros manuscritos que contienen el texto de este capítulo en hebreo pertenecen a la tradición del Texto Masorético, que incluye el Códice de El Cairo (895), el Códice de Alepo (siglo X) y el Códice Leningradensis (1008).
También existe una traducción al griego koiné conocida como Septuaginta, realizada en los últimos siglos a. C.. Los manuscritos antiguos existentes de la versión Septuaginta incluyen el Codex Vaticanus (B; {\displaystyle {\mathfrak {G}}}B; siglo IV) y el Codex Alexandrinus (A; {\displaystyle {\mathfrak {G}}}A; siglo V). 
El palimpsesto existente AqBurkitt AqBurkitt contiene los Versículos 7-17 en griego koiné traducidos por Aquila de Sínope aproximadamente a principios o mediados del siglo II d. C. 

## La victoria de Acab sobre los arameos (20:1-34)
1 Reyes 20 y 22 registran una serie de guerras entre un rey arameo, Ben-Hadad, y el rey Ajab
of Israel. Con la ayuda de oráculos proféticos, el rey israelita logró derrotar repetidamente a un enemigo agresivo, arrogante y más fuerte. Al principio, los arameos consideraban a YHWH 'un dios de las montañas que no tenía poder en las llanuras' (Versículo 23), basándose en la historia religiosa y social de que el hogar de YHWH eran originalmente las montañas del sur del Sinaí y Edom (Éxodo 3; Jueces 5: 4) e Israel se desarrolló como potencia étnica y política en las montañas de Israel/Palestina (Jueces 1:27-35; 1 Samuel 13-1 Samuel 14; 2 Samuel 2).  Sin embargo, al final se demostró que todo el país pertenece a Yahvé (y a su pueblo), incluso Ajab consiguió obligar a Ben-Hadad a aceptar el establecimiento de una oficina comercial israelita en Damasco (#Versículo 34). Este período puede encajar con el registro de fuentes asirias de que Acab y el rey arameo, Adad-idri (arameo: «Hadadezer») estaban estrechamente aliados entre sí para luchar contra el ejército asirio (ANET 276-277).

### Versículo 34
Entonces Ben-Hadad le dijo: «Las ciudades que mi padre le quitó a tu padre, yo te las restituiré; y podrás levantarte plazas de mercado en Damasco, como hizo mi padre en Samaria.»
Entonces Acab dijo: «Te despediré con este tratado». Así que hizo un tratado con él y lo despidió. 
- «Mi padre tomó de tu padre»: puede referirse a Basá durante cuyo reinado los arameos (sirios) tomaron algunas ciudades del reino de Israel (1 Reyes 15:20), por lo que «padre» tiene aquí el sentido de «predecesor», o referirse a Omri, el padre de Acab, que pudo tener guerra con los sirios pero no consta en las Escrituras (1 Reyes 16:27). [13]

### Estructura quiastica
El biblista Burke O. Long (1985) señaló que estos Versículos tienen una estructura quiastica:
| A: Negociaciones (Ben-hadad y Acab) vv. 1–11 B Batalla por Samaria vv. 12–21 X: Transición: Consejo del Profeta v. 22 B': Batalla de Afec vv. 23–30 A': Negociaciones (Ben-hadad y Acab) vv. 31–34 |

## Una advertencia profética a Ajab (20:35-43)
El resultado positivo de la guerra contra Aram se vio empañado por la acción de Ajab de hacer contratos comerciales con Ben-adad, en lugar de matarlo («lo consagró a la destrucción», que era un 'principio subyacente de la teoría deuteronomista y la escritura histórica'; cf. Deuteronomio 13:12-18; 20:16-18; Josué 6-Josué 7; 11:10-15, etc.). La reprensión profética se daba a través de la ingeniosa maquinación de un profeta que obligaba al rey a señalar su propio error y 'traer juicio sobre sí mismo' (cf. como Natán hizo con David en 2 Samuel 12).

### Versículo 42
Y le dijo: «Así dice el Señor: Por cuanto has dejado ir de tu mano al hombre que yo había consagrado a la destrucción,[a] por tanto, tu vida será por su vida, y tu pueblo por su pueblo.»
- «Devoto a la destrucción»: o «apartado (consagrado) como ofrenda al Señor (para la destrucción)».[16] Al igual que Saúl, que liberó a un rey enemigo a quien Dios había «consagrado a la destrucción» (1 Samuel 15), la vida de Acab se perdió porque liberó a Benhadad.[17]